# Cyrtodactylus darmandvillei
Espèce
Synonymes
- Gymnodactylus darmandvillei Weber, 1890
- Gymnodactylus defossei Mertens, 1930

Cyrtodactylus darmandvillei est une espèce de geckos de la famille des Gekkonidae.

## Répartition
Cette espèce est endémique des Petites îles de la Sonde en Indonésie. Elle se rencontre à Florès, à Kalao, à Komodo, à Sumbawa et à Lombok.

## Étymologie
Cette espèce est nommée en l'honneur de Cornelis Johan F. le Cocq d'Armandville (1846–1896).

## Publication originale
- Weber, 1890 : Reptilia from the Malay Archipelago. 1. Sauria, Crocodylidae, Chelonia. Zoologische Ergebnisse einer Reise in Niederländisch Ost-Indien, M. Weber, E. J. Brill, Leiden, vol. 1, p. 158-177 (texte intégral).